# Pécsi Kamarakórus
A Pécsi Kamarakórus 1958. október 22-ei alapítása óta állandó szereplői a hazai és külföldi filharmóniai életnek; eddig több mint 30 oratórikus művet szólaltattak meg. A Magyar Rádió rendszeres szereplői, de sugározta műsorukat Helsinki, Torino, Párizs, London, Brüsszel, Róma és Stockholm rádiója is. Az énekkar az ország legjobb kórusai közé tartozik. Műsoruk átöleli szinte a teljes kórusirodalmat. Fő céljuk a magyar klasszikusok (Kodály, Bartók, Bárdos) műveinek megismertetése itthon és külföldön, de előszeretettel éneklik a Kodály utáni nemzedékek kórusmuzsikáját is. Eddig Európa 20 országában jártak 65 koncertút keretében, leggyakrabban Németországban, Olaszországban és Franciaországban. A rövidebb-hosszabb ideig a kórusban éneklők száma meghaladja a háromszázat.

## Története
A Pécsi Kamarakórust 1958. október 22-én alapította Dobos László és Tillai Aurél baráti és tanítványi köréből. Pécs közönsége 1959-ben ismerkedhetett meg az együttessel. Ekkor a Szakszervezetek Megyei Művelődési Háza fogadta be a társulatot, azonban 1960-tól, igaz csupán két évre a Tudományos Ismeretterjesztő Társulat székházába kerültek. A továbbköltözés oka általában politikai volt, ugyanis kiestek a "megtűrtek" kategóriájából. 1961-ben kezdődött az együttes huszonöt éves kapcsolata Bárdos Lajossal. A Pécsen kívül először Zalaegerszegen szerepeltek 1962-ben. Ebben az évben kapták meg új otthonukat, a pécsi Nevelők Házát. 1965-ben a kórus először koncertezett Budapesten. Külföldön először 1967-ben volt alkalmuk fellépni, Helsinkiben és Lahtiban. 1964 óta életre hívói, házigazdái a Pécsi Kamarakórus Fesztiválnak. Még ebben az évben Aranykoszorú minősítést szereztek. 1970-ben a corki nemzetközi fesztiválon egy első és egy harmadik díjat szereztek, a Debreceni Nemzetközi Kórusversenyen pedig a zsűri különdíját Kodály műveinek előadásáért. 1978 őszén Dobos László visszavonult, s ettől kezdve Tillai Aurél egymaga áll a kórus élén. Első hanglemez-felvételük 1978-ban készült.
Az 1964-es kamarakórus fesztivál sikerei nyomán adhatott Pécs otthont 1988-ban a 10. Europa Cantat Kórusfesztiválnak, az akkori ún. szocialista országok közül először. 1991-ben létrehozták a Nevelők Háza Kórusalapítványt, melynek célja a kórus működésének biztosítása. Az alapítvány 1998-ban közhasznúsági nyilvántartásba vették. Karnagyuk - az alapítástól kezdve - Tillai Aurél professor emeritus a Pécsi Tudományegyetemen karvezetést és zeneelméletet tanít. 1956-2000-ig vezette a Pécsi Egyetemi Kórust. Liszt- és SZOT-díjas karnagy. Gyakran szerepel kórusversenyeken, fesztiválokon zsűritagként, atalier-vezetőként. Tillai Aurél, aki az első 20 évben Dobos Lászlóval együtt vezette a Pécsi Kamarakórus munkáját, egyúttal népszerű kóruskomponista is.
A Pécsi Kamarakórusnak 1993 óta a Civil Közösségek Háza ad otthont.

## Sikerek
Fennállása alatt a kórus összesen 54 díjat, kitüntetést ill. rangos minősítést kapott, ezen kívül a karmester, Tillai Aurél 6, a kórus titkára és további 2 tagja ugyancsak 6 kitüntetésben részesült. A Magyar Örökség Díjat 2005-ben nyerték el.
Nemzetközi versenyekről 35 díjjal tértek haza. Első-, ill. Nagydíjat szereztek Corkban, Toursban (kétszer), Knokke-Heistben, Debrecenben és Spittalban. 1980-ban megnyerték a BBC rádiós verseny kamarakórus kategóriáját. 2000-ben, Rómában az Orlando di Lasso Kórusveresenyen 3 első díjat kaptak. 2002-ben a görögországi Prevezzából 2 aranyéremmel tértek haza.

## Diszkográfia
Repertoárjuk gazdagnak mondható, az 50 év alatt 662 művet mutattunk be. Eddig 12 CD jelent meg a kórus közreműködésével, ebből 3 Franciaországban, 2 Németországban, 1 Angliában. A legtöbb CD-jük 20. századi magyar zeneszerzők műveit tartalmazza, kettő régi zenét, egy a 18. századi pécsi illetőségű Lickl György műveit rögzítette. Egy további CD Haydn "Teremtés" Című oratóriumának felvételét tartalmazza, amely 1990-ben az assisi San Francescóban rendezett Hiroshima-koncerten készült. 2001. decemberében romantikus mesterek műveit szólaltatták meg. A sort Tillai Aurél szerzői lemeze zárja (2002).

## Külső hivatkozások
- A zenekar története.
- A Pécsi Kamarakórus oldala a Civil Közösségek Háza oldalán.